# لیورگل
لیورگل (به انگلیسی: Livergol)
رده درمانی: داروهای گیاهی
اشکال دارویی: قرص
اجزای فرآورده: عصاره‌ خشک‌ گیاه ‌خار مريم (Silybum marianum)

## موارد مصرف
- محافظت کننده کبد
- صفرا آور
- بهبود هپاتیت حاد و مزمن
- سیروز کبدی
- کبد چرب
- کاهش‌دهنده عوارض کبدی داروها
- کاهش جوش بدن و صورت

## مصرف
دستور مصرف توصیه شده برای بزرگسالان سه نوبت در روز، در هر بار یک قرص ۱۴۰ میلی‌گرمی یا دو قرص ۷۰ میلی‌گرمی می‌باشد. مدت زمان مصرف دارو بخصوص در کبد چرب طبق توصیه پزشک تا سه ماه قابل توصیه است.

## مکانیسم اثر
از آنجائیکه رادیکال‌های آزاد در پراکسیداسیون لیپیدها در انواع مسمومیت‌های کبدی دخیل هستند، اثر ضداکسیداسیون بسیار قوی سیلی مارین و سیلی بین (مواد موثره موجود در عصاره خار مریم) ممکن است اثر حفاظتی آن‌ها را روی کبد توجیه نماید. این دو ترکیب به عنوان عامل نابودکننده رادیکال‌های آزاد عمل کرده و از فرآیندهای پراکسیداتیو دخیل در ضایعات کبدی ناشی از تتراکلرورکربن، تالیوم، اتانول، پاراستامول و سایر مواد سمی کبدی پیشگیری می‌کنند.
سیلی مارین فعالیت آنزیم rna پلیمراز را درهسته سلولی افزایش داده موجب تحریک سنتز پروتئینهای ریبوزومال می‌شود که این عمل به نوبه خود قدرت نوسازی سلولی کبد راافزایش می‌دهد. افزون بر این به عنوان یک آنتی اکسیدان مستقیم عمل نموده و رادیکال‌های آزاد سمی را از بین می‌برد. سیلی مارین در درمان هپاتیت حاد و مزمن و یروسی هر دو مؤثر است.

## عوارض جانبی
مطالعات روی تعیین مقدار سیلیمارین در خون ۳۵۰۰ بیمار نشان داده است که در این بیماران عوارض جانبی دیده شده فقط شامل اختلالات بسیار مختصر گوارشی است (در موارد بسیار نادر و محدود). یک اثر ملین(اسهال آور) ملایم معمولاً با مصرف این دارو می‌تواند دیده شود. 
ذکر این نکته نیز ضرورت دارد که مکمل های ساخته شده بر پایه خار مریم  در مقایسه با مکمل های گیاهی دیگر دارای بیشترین غلظت میکوتوکسین تا mg/kg 37 هستند. لذا مصرف این نوع مکمل ها بایستی زیر نظر پزشک صورت بگیرند. 